# Omalophora paucipuncta
Omalophora paucipuncta är en insektsart som beskrevs av Matsumura 1942. Omalophora paucipuncta ingår i släktet Omalophora och familjen spottstritar. Inga underarter finns listade i Catalogue of Life.